# Kuća Varda Stipković
Kuća Varda Stipković u gradiću Sinju, Istarska 2, zaštićeno kulturno dobro.

## Opis dobra
Kuću neostilskog oblikovanja sagradio je u središtu grada poljski doseljenik Adolf Danek, a od 1924. godine kuća je u posjedu ljekarničke obitelji Varda. Istočno pročelje dvokatnice ukrašeno je dijagonalno postavljenim kamenim klesancima i terasom s klasicističkom ogradom, a otvori su ukrašeni tordiranim željeznim obrubom. Jednokatno sjeverno krilo ukrašeno je profiliranim vijencem, a dvokrilni otvor s kovanom ogradom flankiran je monumentalnim skulpturama karijatide i atlanta. Zapadno od kuće bio je vrt.

## Zaštita
Pod oznakom Z-4941 zavedena je kao nepokretno kulturno dobro - pojedinačno, pravna statusa zaštićena kulturnog dobra, klasificirano kao "javne građevine".